# Sebastian Müller-Bahr
Sebastian Müller-Bahr (* 7. April 1980 in Lutherstadt Wittenberg) ist ein deutscher Kommunalpolitiker (CDU). Er ist seit dem 4. Juli 2022 der Oberbürgermeister der Stadt Merseburg.

## Werdegang
Sebastian Müller-Bahr wurde in der Lutherstadt Wittenberg geboren und wuchs in Coswig (Anhalt) auf. Nach seinem Abitur absolvierte er eine Ausbildung zum Kaufmann. Danach lebte er vier Jahre lang in Baden-Württemberg, wo er als IT-Mitarbeiter in einer Leasing-Firma tätig war. Danach war er im Vertrieb in der Automobilwirtschaft (BMW/Audi) tätig.
Ab 2003 war er für die Neuapostolische Kirche ehrenamtlich als Priester, später im Kirchenbezirk Leipzig als Jugendseelsorger und Kommunikationsbeauftragter tätig.
Ab 2019 absolvierte er ein Studium der Wirtschaftswissenschaften an der Hochschule Merseburg.
Sebastian Müller-Bahr ist verheiratet und Vater von vier Kindern. Die Familie wohnt in Kötzschen.

## Kommunalpolitik
Ab 2021 war Müller-Bahr in der Stadtverwaltung von Merseburg als Referent des Oberbürgermeisters und als Mitarbeiter für Wirtschaftsförderung tätig.
Bei der Wahl zum Oberbürgermeister am 13. März 2022 erreichte Müller-Bahr von insgesamt vier Kandidaten mit 37,37 % die meisten Stimmen. Bei der Stichwahl am 27. März 2022 gewann er mit 56,49 % der Stimmen. Die Wahlbeteiligung lag bei 28,8 %. Er folgt damit auf Jens Bühligen, der seit 2008 im Amt war und nicht mehr zur Wahl antrat. Sein Amtsantritt als Oberbürgermeister erfolgte am 4. Juli 2022.